# Капустино (Себежский район)
Капустино —  деревня в Себежском районе Псковской области России.
Входит в состав сельского поселения Себежское.

## География
Расположена на юге района, у границы с Белоруссией, к востоку от озера Ормея, в 25 км к югу от города Себеж и в 11 км к юго-востоку от бывшего волостного центра Глембочино. Севернее примыкает к деревне Кортеньки.

## Население
| 2001 | 2002 | 2010 |
| ---- | ---- | ---- |
| 110  | ↘96  | ↘58  |

Численность населения деревни по оценке на начало 2001 года составляла 110 жителей.
Согласно результатам переписи 2002 года, в национальной структуре населения русские составляли 96 % от общей численности населения в 89 чел..

## История
С января 1995 до июля 2010 года деревня входила в состав ныне упразднённой Глембочинской волости.

## Инфраструктура
Личное подсобное хозяйство.

## Транспорт
Автомобильная дорога общего пользования местного значения (идентификационный номер 58-254-870 ОП МГ 58Н-084), в границах населенных пунктов д. Кортенки, д. Капустино.